# Miwokiové

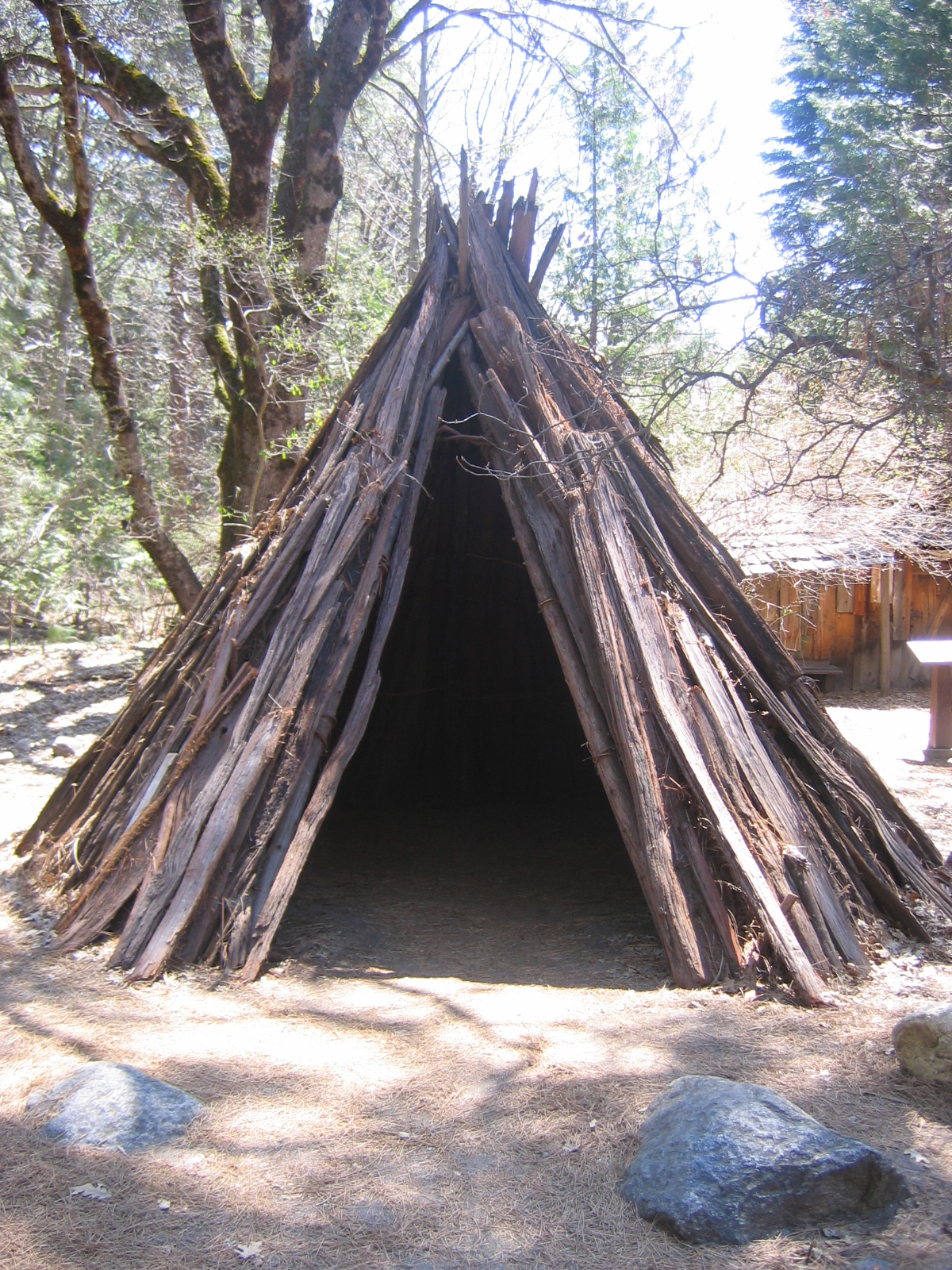
Miwokijský příbytek

Miwokiové (také Miwok, Miwuk, Mi-Wuk nebo Me-Wuk) je název indiánského kmene původem pocházejícího z oblasti severní Kalifornie. Nejbližšími příbuznými jsou jim Penutiové.

## Pokskupiny
Antropologové Miwoki dělí do čtyř geograficky a kulturně odlišných podskupin:
- planinští a horší Miwokiové
- pobřežní Miwokiové
- jezerní Niwokiové
- zálivoví Niwokiové

V roce 1770 žilo v jejich domovině odhadem 11 tisíc Miwokiů, v současnosti je jich něco kolem 3500.